# Fernmeldeordnung
Die Fernmeldeordnung (FO) war eine Rechtsverordnung im Fernmelderecht der ehemaligen Deutschen Bundespost und enthielt Einzelregelungen, die erforderlich waren, um den Fernmeldeverkehr in der Praxis durchzuführen. Enthalten waren z. B. die festgelegten Gebühren und Kosten für die durch die Deutsche Bundespost erbrachten Leistungen. Die Fernmeldeordnung war für den Fernsprechteilnehmer und die Deutsche Bundespost verbindlich.

## Inhalte
Die Fernmeldeordnung war in der Erstfassung in vier Teile mit insgesamt 52 Paragraphen gegliedert und enthielt drei Anlagen.
- Teil I: Öffentliches Fernsprechnetz
  - Abschnitt A: Allgemeines, Gestaltung des öffentlichen Fernsprechnetzes, öffentliche Sprechstellen
  - Abschnitt B: Teilnehmereinrichtungen
  - Abschnitt C: Teilnehmerverhältnis
  - Abschnitt D: Gespräche
  - Abschnitt E: Fernsprechauftragsdienst, Amtliche Fernsprechbücher
- Teil II: Öffentliches Bildübertragungsnetz
- Teil III: Leistungen der Deutschen Bundespost für private Fernmeldeanlagen und für besondere Zwecke
- Teil IV: Sonstige Bestimmungen
- Anlage 1: Erklärung des Grundstückseigentümers
- Anlage 2: Gegenerklärung der Deutschen Bundespost
- Anlage 3: Fernmeldegebührenvorschriften (FGV)
  - 1. Hauptanschlüsse
  - 2. Nebenstellenanlagen
  - 3. Gewöhnlicher Sprechapparat für Nebenstellen, Sprechapparate besonderer Art, Zusatzeinrichtungen
  - 4. Nebenanschlußleitungen, Querverbindungen, Abzweigleitungen und Leitungen für besondere Zwecke
  - 5. Besonders kostspielige Leitungen
  - 6. Einrichtungs-, Änderungs- und Abnahmegebühren
  - 7. Gespräche
  - 8. Fernsprechauftragsdienst, Aufgabe von Telegrammen, Amtliches Fernsprechbuch, Besondere Leistungen
  - 9. Öffentliches Bildübertragungsnetz
  - 10. Posteigene Stromwege
  - 11. Reserveleitungen

## Geschichte
Durch die Veröffentlichung im Bundesgesetzblatt am 1. Juli 1971 erhielt die Fernmeldeordnung Gesetzeskraft. Sie ersetzte die bis dahin Fernsprechordnung genannte Verordnung. Da in der Fernmeldeordnung auch Gebühren und Kosten von Anschlüssen und Geräten festgelegt waren, musste die Fernmeldeordnung häufig geändert werden. Die Änderungen erfolgten durch Bekanntgabe entsprechender Änderungsverordnungen (Verordnung zur Änderung der Fernmeldeordnung – ÄndVFO) im Bundesgesetzblatt. Während der Gültigkeitsdauer der Fernmeldeordnung erfolgten 31 Änderungen. Am 5. November 1986 wurde die Fernmeldeordnung durch die Telekommunikationsordnung (TKO) ersetzt.